# Švyturys Baltas
Švyturys Baltas – piwo pszeniczne litewskiej marki Švyturys (lt. latarnia morska), produkowane przez UAB "Švyturys – Utenos alus", należące do grupy piwowarskiej Baltic Beverages Holding (Carlsberg).
Švyturys Baltas przygotowywane jest ze słodu pszenicznego i jęczmiennego, na bazie wody artezyjskiej i drożdży piwnych górnej fermentacji, które nadają piwu owocowy aromat i słodkawy posmak.
Zawartość alkoholu w piwie wynosi 5,2%, natomiast ekstraktu 12%.
Popularna na Litwie jest także bezalkoholowa wersja tego napoju.